# État de choc (film, 1988)
Pour les articles homonymes, voir État de choc.
Pour plus de détails, voir Fiche technique et Distribution.
État de choc (The Boost) est un film américain réalisé par Harold Becker, sorti en 1988.

## Fiche technique
- Titre original : The Boost
- Titre français : État de choc
- Réalisation : Harold Becker
- Scénario : Darryl Ponicsan d'après le livre de Ben Stein
- Musique : Stanley Myers
- Pays d'origine :  États-Unis
- Langue : Anglais
- Format : Couleur - 1,85:1 - Dolby
- Genre : Film dramatique
- Durée : 95 minutes
- Dates de sortie : 
  - États-Unis : 23 décembre 1988
  - Danemark : 3 mars 1989
  - Allemagne de l'Ouest : 6 avril 1989
  - Australie : 4 mai 1989
  - France : 19 juillet 1989

## Distribution
- James Woods : Lenny Brown
- Sean Young : Linda Brown
- John Kapelos : Joel Miller
- Steven Hill : Max Sherman
- Kelle Kerr : Rochelle
- John Rothman : Ned
- Amanda Blake : Barbara
- Grace Zabriskie : Sheryl